# SD45T-2型柴油机车
SD45T-2型柴油机车是美国通用汽车易安迪公司（GM-EMD）在1972年推出的一款电力传动柴油机车，属于易安迪Dash 2系列柴油机车产品之一。该型机车是在SD45-2型柴油机车的基础上，针对在美国西部运用的机车在夏季通过长隧道时、冷却系统散热能力明显不足的问题，由易安迪公司和南太平洋铁路合作改进设计而成。1972年2月至1975年6月，易安迪公司制造了247台SD45T-2型柴油机车，全部交付南太平洋铁路及其子公司圣路易斯西南铁路使用。与其兄弟车型SD40T-2型柴油机车一样，南太平洋铁路拥有的部分SD45T-2型柴油机车后来被转手至堪萨斯城南方铁路、贝塞麦和伊利湖铁路、德卢斯、米萨贝和铁矿区铁路、联合太平洋铁路。
SD45T-2型柴油机车是干线货运用的六轴柴油机车，采用单司机室、底架承载结构、双侧外走廊的罩式车体，车体上部自前向后由电气室、司机室、动力室、冷却室四部分组成，其中电气室一端称为短罩端，动力室和冷却室一端称为长罩端。与SD45-2型柴油机车相比，SD45T-2型柴油机车的车体底架延长了22英寸，并相应加大了散热器和进风口面积。机车走行部为两台易安迪HT-C转向架，主要特点包括具有较大刚度的橡胶摇枕弹簧二系悬挂装置、牵引电动机顺置布置、大直径心盘及低位牵引装置等，具有充分利用最大的粘着重量、降低轴重转移、提高牵引能力的优点。动力装置为一台3600马力的20-645E3型柴油机，这是一款20气缸、二冲程、水冷式、涡轮增压的V型柴油机，气缸直径为9-1/16英寸（230.2毫米），活塞行程为10英寸（254毫米），额定最高转速为每分钟900转。传动系统采用交—直流电传动，柴油机输出轴通过联轴器驱动一台AR10型交流发电机，发出的交流电通过大功率硅整流装置转换为直流电，然后供给六台D77型直流牵引电动机。牵引电动机采用轴悬式驱动方式，牵引齿轮传动比为4.13（62：15）。机车设有恒功率励磁调节系统和模块化电子控制系统。